# Marta Batinović
Marta Batinović (født Žderić 20. april 1990 i Metković, Kroatien) er en kroatisk håndboldspiller, som spiller for SCM Râmnicu Vâlcea og Montenegros håndboldlandshold.